# Vincent Riou
Vincent Riou (Pont-l’Abbé, 1972. január 9. –) francia tengerész és vitorlázó (főképpen szólóvitorlázó), a 2004–2005-ös Vendée Globe győztese.

## Élete
Vincent Riou gyerekkorától vitorlázik.
Nemcsak a versenyzői vonala erős, de kiváló technikai szakértőnek tartják, ezen túl edzőként is működik. A 2000/2001-es Vendée Globe-ra ő készítette fel Michel Desjoyeaux-ot, aki meg is nyerte a versenyt. A legnagyobb sikerei a szólóvitorlázáshoz kötik, de előszeretettel versenyez párosban és csapatban is.
2002-ben a Solitaire du Figaro negyedik helyezettje.
A 2004/2005-ös Vendée Globe-on már versenyzőként vett részt ugyanazzal a PRB nevű hajóval, amivel négy évvel korábban Michel Desjoyeaux nyerni tudott. 2005. február 2-án győztesként érkezett vissza Les Sables-d’Olonne-ba 87 nap, 10 óra, 47 perc vitorlázás után, majdnem hat nappal megjavítva Michel Desjoyeaux korábbi csúcsát.
A Vendée Globe után 2006 júniusában új hajó építésébe kezdett (ennek is a PRB nevet adta). Részt vett a Route du Rhumon, de árbóctörés miatt fel kellett adnia a versenyt.
2007-ben részt vett a Barcelona World Race-en Sébastien Josséval, de szintén feladásra kényszerültek. Még ugyanebben az évben megnyerték a Calais Round Britain Race és a Rolex Fastnet versenyeket.
A Vendée Globe 2008–2009-es kiírásán is részt vett az új PRB-vel. 2009. január 6-án, a verseny 57. napján a chilei partok közelében hajózott a negyedik helyen, amikor - a hajójával órákkal korábban borult - Jean Le Cam mentése felé irányították. A mentési művelet során Le Cam hajója körül körözött, és biztonsági kötelet dobott neki, de három sikertelen próbálkozás után Riou közelebb ment, és végül kimentette Le Camot, de az ő hajójának is megsérült az árbóca. Rögtönzött javítás után folytatta a versenyzést, de egy nappal  később már a Horn-fok folyosóján haladva kiújult a hiba, s emiatt feladni kényszerült a versenyt.
Utólagosan odaítélték neki a megosztott harmadik helyezést,  Nicolas Sarkozytől pedig tettéért megkapta a Francia Köztársaság Becsületrendjét.
2009 novemberében Vincent Riou részt vett a Transat Jacques Vabre versenyen Arnaud Boissières-vel párosban. A hetedik helyen végeztek az Akena Veranda hajóval, amely nem más, mint a korábbi PRB, amellyel a harmadik helyen végzett a 2008–2009 Vendée Globe-kiíráson.
2010. március 11-én Vincent Riou tette vízre teszi a PRB – a 60 lábas egytestű IMOCA-60 hajóosztály – ötödik generációját. Hajóépítész duó jegyezte: Vincent Lauriot-Prévost és Guillaume Verdier.
A Vendée Globe 2012/2013-as kiírásán is indult. 2012. november 24-én reggel – a harmadik helyen hajózva – a hajóján lyukat ütött egy úszó bója. A hajótest 1,30 m-rel jobbra a kitámasztástól szakadt át, és súlyosan károsodott. Vincent Riou megpróbálta megjavítani a hajótestet, de végül a sérülés másnapján feladta a reménytelen küzdelmet.
2013-ban megnyerte a Transat Jacques Vabre nevű versenyt Jean La Cammal párosban a PRB 5-ös hajóval. Az idejük: 17 nap 00 óra 41 perc és 47 másodperc.
2014-ben részt vett a Route de Rhumon, de a hajó műszaki problémája miatt a harmadik napon feladásra kényszerült.
2015-ben ismét megnyerte a Transat Jacques Vabre nevű versenyt Sebastien Collal párosban. Az idejük: 17 nap 00 óra 22 perc és 24 másodperc.
A Vendée Globe 2016/2017-es  kiírásán is indult, immáron negyedszer. A verseny 17. napján a vezető csoportosulással haladt az Atlanti-óceán déli részén a Jóreménység-foka felé, amikor is a tőkesúlya azonosítatlan tárggyal ütközött. Vincent Riou eleinte nem észlelte a sérülést, és folytatni tudta a haladást. Három órával később a hajógerincen beindult a rezonancia, amely állandó és éles zajt bocsátott ki. A szél csökkenésével tudta csak végigellenőrizni a hajót, amikor is rájött, hogy a tőkesúly és a hajógerinc csatlakozásánál a sérülés végzetes. Újfent a verseny feladására kényszerült.
Négy Vendée Globe-indulásából három műszaki problémák miatt feladással végződött, de egyet megnyert.